# Michael Arne
Michael Arne (Londres, 1740 – Londres, 14 de janeiro de 1786) foi um compositor, cravista, organista, cantor e ator britânico. Era filho do compositor Thomas Arne e da soprano Cecilia Young, integrante da famosa família Young de músicos dos séculos XVII e XVIII. Como seu pai, Arne trabalhou principalmente como compositor de música de palco e arte vocal, contribuindo pouco para outros gêneros musicais. Ele escreveu várias canções para os jardins do prazer de Londres, a mais famosa das quais é Lass with the Delicate Air (1762). Um compositor moderadamente prolífico, Arne escreveu nove óperas e colaborou em pelo menos 15 outras. Sua ópera de maior sucesso, Cymon (1767), teve vários avivamentos durante sua vida e no início do século XIX.

## Biografia

### Juventude e carreira
Michael Arne nasceu provavelmente em 1740 na área de Covent Garden, distrito de Londres. O historiador musical Charles Burney, um amigo próximo da família Arne, indica que ele era o filho natural de Thomas Arne, mas há algumas especulações entre os estudiosos modernos de que ele pode ter sido adotado. Não há registro de Michael Arne em St Paul's, Covent Garden, onde a maioria da família Arne foi batizada. Seu pai, Thomas Arne, foi o mais importante compositor teatral inglês do século XVIII e é considerado o catalisador para o renascimento da ópera inglesa no início da década de 1730. Sua mãe, Cecilia Young, foi uma das maiores sopranos inglesas do século e faz parte da famosa família de músicos Young. Tanto o avô de Michael, Charles Young, quanto seu tio-avô, Anthony Young, eram organistas e compositores menores bem conhecidos. Sua tia Isabella Lampe era uma soprano de sucesso e esposa do compositor John Frederick Lampe. Sua outra tia, Esther Young, era contralto e esposa do editor musical Charles Jones. As primas dele, Isabella Young, Elizabeth Young e Polly Young, foram todos cantores de sucesso por direito próprio.
Depois de 1745, Michael passou a maior parte de sua infância sob os cuidados de sua tia e famosa atriz Susannah Maria Cibber, devido às frequentes doenças de sua mãe e à intensa carreira de seu pai. É provável que ele tenha recebido seu primeiro treinamento musical de sua tia. Foi também sob a orientação dela que ele fez sua estreia no palco como o Page na tragédia de Thomas Otway, O Órfão, no final da década de 1740. Ele começou sua carreira musical como cantor, aparecendo no show de Francesco Onofrio Manfredini em 20 de fevereiro de 1750. Isso foi seguido por várias apresentações cantadas nos Jardins de Vauxhall verão de 1750 onde seu pai era o compositor residente. No entanto, a carreira de Michael como vocalista e ator não se prolongou por muito mais tempo. Charles Burney escreveu que o pai de Michael "tentou fazer dele um cantor, mas ele era naturalmente ocioso e não muito rápido. No entanto, ele adquiriu uma mão poderosa no cravo". A óbvia falta de entusiasmo de Michael para cantar prevaleceu e ele se concentrou principalmente na composição musical e na apresentação de órgão e cravo após o verão de 1750. Em 5 de fevereiro de 1751, ele deu seu primeiro concerto solo de órgão, que apresentava um dos concertos de órgão de seu pai; ele passou a ser o principal expoente das obras de órgão de seu pai nos trinta anos seguintes. Arne também mostrou um talento precoce como compositor, e sua primeira coleção de canções de arte vocal intitulada The Floweret foi publicada em 1750. A coleção incluía a canção de estilo escocês "The Highland Laddie", que se tornou popular e até 1775 foi adaptada por Thomas Linley o mais velho em The Duenna.

### Meia-idade e carreira

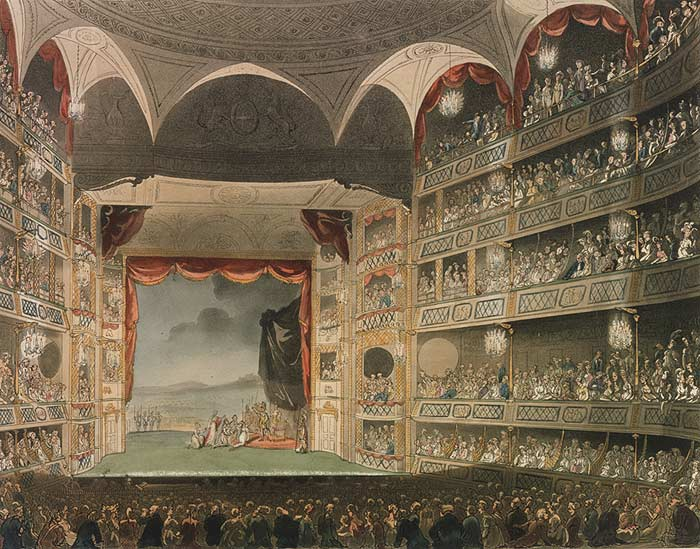
O interior do Teatro Drury Lane, onde Michael Arne trabalhou principalmente de 1756 a 1767.

Durante as décadas de 1750 e 1760, Arne trabalhou como organista, cravista e compositor nos teatros e jardins de lazer de Londres. Ele se casou na década de 1750 com uma mulher agora desconhecida que morreu poucos anos depois de seu casamento. De 1756 em diante, ele compôs uma quantidade considerável de música para o palco, muito na mesma linha de seu pai. Ele escreveu várias óperas de sucesso, uma quantidade significativa de músicas incidentais para peças e publicou várias coleções de canções. Várias de suas canções foram escritas para apresentação nos jardins do prazer de Londres. Uma de suas mais conhecidas canções é Lass with the Delicate Air, que estreou em 1762. Em 1764, ele colaborou com Jonathan Battishill na definição Richard Rolt Almena, que foi um fracasso teatral, mas elogiado por sua boa música. No ano anterior, ele conheceu a soprano Elizabeth Wright depois de ouvi-la se apresentar no Ranelagh Gardens. Os dois se envolveram romanticamente e se casaram em 1766. No ano seguinte, Elizabeth cantou o papel-título em sua ópera Cymon. A obra contou com libreto de David Garrick e foi o maior sucesso de sua carreira. A esposa de Arne cantou em várias outras de suas obras no palco, bem como em outras produções em papéis principais no Teatro Drury Lane ao longo da década de 1760.
Em 1766, Arne construiu um laboratório em Chelsea para prosseguir com seu interesse pela alquimia. Seu hobby rapidamente se transformou em uma obsessão, e ele logo estava sofrendo financeiramente com os gastos com essa busca. Esses problemas financeiros causaram uma quantidade considerável de estresse e tensão em seu casamento, e Arne acabou na prisão de devedores no início de 1769. Elizabeth morreu em 1º de maio de 1769 enquanto ele estava na prisão, e Charles Burney culpou Arne pela morte prematura de sua esposa devido a o excesso de trabalho e o estresse que ele a sujeitou. Um tanto humilhado, Arne abandonou sua busca pela alquimia e, no início da década de 1770, estava novamente estável financeiramente.

### Vida posterior e carreira

Um desenho da Royal Opera House, Covent Garden, onde Michael Arne trabalhou principalmente de 1777 até sua morte. Este desenho foi feito pouco antes do incêndio do teatro em 1808. Muitas das composições de Arne que datam de seu tempo lá, junto com uma grande quantidade de seu pai, foram destruídas neste incêndio e agora estão perdidas.

Até então, Arne havia passado toda a sua carreira trabalhando em Londres. No entanto, em 1771-1772 ele viajou para a Alemanha, viajando pelo país em uma série de concertos com sua pupila Ann Venables. Ele nomeadamente dirigiu a estreia alemã de O Messias de Händel, em Hamburgo em 21 de maio de 1772. Depois de voltar para a Inglaterra, no outono de 1772 ele se casou com senhorita Venables. Ele também passou algum tempo trabalhando em Dublin, Irlanda em 1775-1776. Sua ópera The Maid of the Vale estreou no Smock Alley Theatre em Dublin em 12 de fevereiro de 1775, e em dezembro de 1776 ele foi contratado por Thomas Ryder para produzir Cymon em Dublin. Ambas as produções apresentavam sua esposa em papéis principais e ela se tornou uma atração muito popular para a comunidade de Dublin.
Enquanto na Irlanda, Arne começou a buscar a alquimia mais uma vez e ele alugou uma casa em Clontarf na esperança de descobrir a pedra filosofal. Suas perseguições novamente o levaram a endividar-se, e ele foi preso e confinado a uma casa de esponjas em Dublin. Enquanto estava lá, ele foi assistido pelo pai de Michael Kelly, mais tarde um tenor famoso, que lhe deu um piano em troca das aulas diárias do jovem Kelly. Dessa forma, Arne pôde ensinar alunos e, assim, ganhar dinheiro para pagar seus credores.
Em seguida Arnes voltou a Londres em 1777, e Michael foi contratado como compositor em Covent Garden no Royal Opera House por várias temporadas. Em 1781 ele foi contratado para fornecer um acompanhamento de cravo para o Eidophusikon, uma exibição de imagens em movimento. Em 1784-1785, ele trabalhou no Theatre Royal Haymarket como o diretor e maestro dos Oratórios da Quaresma. Após a morte de seu pai em 1778, Michael herdou a maioria dos bens de seu pai, que incluía uma série de manuscritos não publicados. Entre eles estavam vários concertos para órgão escritos na década de 1750 e, em 1784, Michael anunciou sua intenção de publicá-los. No entanto, Michael morreu na pobreza sem ter feito isso, deixando sua esposa na miséria. Os concertos para órgão foram preservados e posteriormente publicados em 1787 por John Groombridge.
Michael Arne teve uma filha, Sarah, que foi a cantora principal em Drury Lane de 1795 a 1800. É incerto se ela era uma filha de seu segundo ou terceiro casamento. Registros também indicam que ele tinha uma filha conhecida como Jemima, que cuidou dele enquanto ele estava doente no final de sua vida. É possível que Jemima e Sarah sejam a mesma pessoa ou que sejam de fato duas pessoas diferentes.

## Trabalhos
Arne foi um compositor moderadamente prolífico. Ele escreveu nove óperas, colaborou em pelo menos 15 outras, escreveu uma pequena quantidade de música incidental para peças e publicou sete coletâneas de canções. Ele também escreveu uma pequena quantidade de música para cravo e órgão, algumas das quais foram publicadas em 1761. Como seu pai, Arne escreveu no estilo galante popular da época e utilizou rudimentos da música folclórica inglesa e da ópera italiana em suas composições. A seguir está uma lista completa de seus trabalhos de palco e trabalhos publicados.

### Obras de palco
- Florizel and Perdita, or The Winter's Tale
- The Humorous Lieutenant
- Harlequin Sorcerer
- Harlequin's Invasion
- The Heiress or the Antigallican
- Edgar and Emmeline
- A Midsummer Night's Dream
- Hymen
- Almena
- Cymon
- Linco's Travels
- Tom Jones
- The Maid of the Vale
- Emperor of the Moon
- The Fairy Tale'
- The Fathers, or the Good-natured Man
- Love in a Village
- All alive at Jersey
- The Conscious Lovers
- The Belle's Stratagem
- The Artifice
- The Choice of Harlequin, or the Indian Chief
- Vertumnus and Pomona
- The Positive Man
- The Maid of the Mill
- The Capricious Lady
- Tristram Shandy

### Coleções de músicas
Arne escreveu cerca de duzentas canções vocais durante sua carreira, a maioria das quais foram escritas para apresentações nos jardins do prazer de Londres. Muitas dessas canções foram publicadas em antologias, mas pelo menos cerca de cinquenta ou mais canções nunca foram publicadas.
- The Floweret
- The Violet
- A Favourite Collection of English Songs
- New Songs and Ballads
- New Songs sung by Miss Wright at Vauxhall
- A Collection of Favourite Songs sung by Mrs. Arne
- Ranelagh Songs

### Outros
- Lessons for the Harpsichord